# Franz Volkmar Reinhard
Franz Volkmar Reinhard (Vohenstrauss, 12 de marzo de 1753-Dresde, 6 de septiembre de 1812). Teólogo alemán, de la iglesia evangélica sajona.

## Trayectoria
Llegó a ser rector de la Universidad de Wittenberg. Entre otras obras, escribió una "Dogmática" en 1801 y una "Vida de Jesús" en 1781.
Pertenece a la época del primer racionalismo alemán, dentro del movimiento de la Antigua búsqueda del Jesús histórico iniciado por Hermann Samuel Reimarus.